# Scolopia stolzii
Scolopia stolzii är en videväxtart som beskrevs av Ernest Friedrich Gilg och Herman Otto Sleumer. Scolopia stolzii ingår i släktet Scolopia och familjen videväxter. Utöver nominatformen finns också underarten S. s. riparia.